# Huân chương
Huân chương là một vật thể vinh dự do một quốc gia có chủ quyền, vua, triều đại hoàng gia hoặc tổ chức trao tặng cho một người, nhằm ghi nhận công lao của cá nhân đó, thường đi kèm với phù hiệu đặc biệt như vòng cổ, huy chương, huy hiệu và thắt lưng đeo cho người nhận.
Các hệ thống danh dự hiện đại của huân chương nhà nước và huân chương triều đại bắt nguồn từ văn hóa huân chương hiệp sĩ của thời Trung Cổ, sau đó lại xuất hiện từ các huân chương dòng tu Công giáo.

## Lịch sử
Các huân chương cấp quốc gia hiện đại, huân chương công lao và huân huy chương nói chung, xuất hiện từ văn hóa huân chương hiệp sĩ đã được thiết lập từ thời Trung Cổ, ban đầu là các huân chương quân sự của thời Trung Cổ và thập tự chinh, rồi lần lượt phát triển đến các huân chương tôn giáo Công giáo, vốn là gốc gác của huân chương.
Trong khi các huân chương hiệp sĩ này là "hiệp hội và đoàn thể hiệp sĩ", được thành lập bởi Tòa Thánh hay các vị quốc vương Âu châu theo huân chương quân đội của các cuộc Thập tự chinh, việc trao quyền thành viên trong các hội như vậy dần dần phát triển thành một vinh dự mà có thể được ban tặng nhằm công nhận công lao phụng sự, hoặc để đảm bảo lòng trung thành của một nhóm người thân thuộc nhất định. Một số danh hiệu cao quý nhất của châu Âu hiện đại, chẳng hạn như Huân chương Lông cừu vàng, Huân chương Garter của Anh, Huân chương Voi của Đan Mạch và Huân chương Cây kế của Scotland, đã được tạo ra trong thời đại đó. Về cơ bản, chúng có bản chất trang trọng, được đặc trưng bởi các mối quan hệ cá nhân chặt chẽ giữa các thành viên của huân chương và chủ quyền của huân chương.

## Huân chương theo nguồn vinh dự

### Huân chương của triều đại
Vào thời kì Phục Hưng, hầu hết các quốc vương châu Âu đã có được một huân chương hiệp sĩ, hoặc tạo ra những huân chương mới của riêng họ, để tặng thưởng cho các quan chức dân sự trung thành và đặc biệt là quân đội. Tuy nhiên, những huân chương như vậy vẫn nằm ngoài tầm với của công chúng, vì thường phải có cấp bậc cao quý hoặc xuất thân cao quý mới là điều kiện tiên quyết để được trao nhận.
Từ thế kỉ 18, những tư tưởng này dần dần thay đổi và các huân chương phát triển từ "xã hội danh dự" sang dạng danh dự hữu hình. Một ví dụ về sự phát triển dần dần này có thể thấy trong hai huân chương do Maria Theresia của Áo thành lập. Trong khi Quân huân chương của Maria Theresia (1757)   dành cho bất kì sĩ quan quân đội xứng đáng nào bất kể nguồn gốc xã hội và sẽ phong tước hiệu quý tộc cho những người chưa có, thì Huân chương Thánh Stephen của Hungary (1764) vẫn yêu cầu rằng phải có ít nhất bốn thế hệ tổ tiên cao quý.
Ngày nay, nhiều huân chương của triều đại vẫn được các hoàng gia cấp cho những cá nhân xứng đáng về công lao phụng sự và đạt nhiều thành tựu.